# دوروثي ويلسون
دوروثي ويلسون (بالإنجليزية: Dorothy Wilson)‏ هي ممثلة أمريكية، ولدت في 14 نوفمبر 1909 بمنيابولس في الولايات المتحدة، وتوفيت في 7 يناير 1998 في الولايات المتحدة بسبب مرض.

## أعمال

### أفلام
- (1935) أخر أيام بومبي

## وصلات خارجية
- دوروثي ويلسون على موقع IMDb (الإنجليزية)
- دوروثي ويلسون على موقع قاعدة بيانات الفيلم (الإنجليزية)